# ويليام كامينغ
ويليام كامينغ (بالإنجليزية: William Cumming)‏ هو رسام أمريكي، ولد في 24 مارس 1917، وتوفي في 22 نوفمبر 2010.